# UFC Fight Night: Sanchez vs. Riggs
UFC Fight Night: Sanchez vs. Riggs también conocido como (UFC Fight Night 7) fue un evento de artes marciales mixtas celebrado por Ultimate Fighting Championship el 13 de diciembre de 2006 en el MCAS Miramar, en San Diego, California, Estados Unidos.

## Historia
Fue el primer evento de UFC que tuvo lugar en una base militar. La audiencia fueron en su totalidad Marines de los Estados Unidos estacionados en Miramar, a sólo cinco pares de asientos disponibles para el público a través de subasta. Todas las ganancias de la subasta fueron a la Infantería de Marina de Servicios Comunitarios de la Calidad de los Programas de la vida de los infantes de marina y sus familias.

## Resultados
| Tarjeta principal  | Tarjeta principal | Tarjeta principal | Tarjeta principal | Tarjeta principal                        | Tarjeta principal | Tarjeta principal | Tarjeta principal |
| Categoría          |                   |                   |                   | Método                                   | Ronda             | Tiempo            | Notas             |
| ------------------ | ----------------- | ----------------- | ----------------- | ---------------------------------------- | ----------------- | ----------------- | ----------------- |
| Peso wélter        | Diego Sánchez     | derr.             | Joe Riggs         | KO (rodillazo)                           | 1                 | 1:33              |                   |
| Peso wélter        | Josh Koscheck     | derr.             | Jeff Joslin       | Decisión (unánime) (30-27, 30-27, 30-27) | 3                 | 5:00              |                   |
| Peso wélter        | Karo Parisyan     | derr.             | Drew Fickett      | Decisión (unánime) (30-27, 30-27, 30-27) | 3                 | 5:00              |                   |
| Peso wélter        | Marcus Davis      | derr.             | Shonie Carter     | Decisión (unánime) (30-26, 30-27, 29-28) | 3                 | 5:00              |                   |
| Tarjeta preliminar |                   |                   |                   |                                          |                   |                   |                   |
| Peso medio         | Alan Belcher      | derr.             | Jorge Santiago    | KO (patada a la cabeza)                  | 3                 | 2:45              |                   |
| Peso wélter        | Luigi Fioravanti  | derr.             | Dave Menne        | TKO (golpes)                             | 1                 | 4:44              |                   |
| Peso semipesado    | David Heath       | derr.             | Victor Valimaki   | Decisión (dividida)                      | 3                 | 5:00              |                   |
| Peso wélter        | Brock Larson      | derr.             | Keita Nakamura    | Decisión (unánime)                       | 3                 | 5:00              |                   |
| Peso medio         | Leroy Lyons       | derr.             | Steve Byrnes      | Decisión (unánime)                       | 3                 | 5:00              |                   |